# Ebba Wieder
Ebba Wieder, född 13 juli 1998, är en svensk fotbollsspelare som spelar för Växjö DFF.

## Karriär
I november 2019 värvades Wieder av Vittsjö GIK, där hon skrev på ett ettårskontrakt med option på ytterligare ett år. Den 14 april 2021 meddelade Vittsjö GIK att Wieder skulle göra ett uppehåll från fotbollen på obestämd tid för att fokusera på sin psykiska hälsa.
I december 2021 skrev Wieder på ett treårskontrakt med Djurgårdens IF. I augusti 2023 lånades hon ut till Elitettan-klubben Bollstanäs SK.
I december 2023 värvades Wieder av norska Molde, där hon skrev på ett tvåårskontrakt. Wieder gjorde två mål på 12 matcher i 2. divisjon (norska tredjedivisionen) samt en match i norska cupen under säsongen 2024.
I januari 2025 värvades Wieder av Växjö DFF, där hon skrev på ett ettårskontrakt.